# Marielund, Strängnäs kommun
Marielund är en tätort i Strängnäs kommun i Södermanlands län. Den är belägen nordost om Läggesta, cirka två kilometer väster om Mariefred. Öster om Marielund sträcker sig Marielundsfjärden, som är en del av Mälaren. I norr och nordväst löper länsväg 223.

## Befolkningsutveckling
| Befolkningsutvecklingen i Marielund 2005–2020       | Befolkningsutvecklingen i Marielund 2005–2020 | Befolkningsutvecklingen i Marielund 2005–2020 | Befolkningsutvecklingen i Marielund 2005–2020 | Befolkningsutvecklingen i Marielund 2005–2020 |
| --------------------------------------------------- | --------------------------------------------- | --------------------------------------------- | --------------------------------------------- | --------------------------------------------- |
|                                                     |                                               |                                               |                                               |                                               |
| År                                                  |                                               |                                               | Folkmängd                                     | Areal (ha)                                    |
| 2005                                                | 2005                                          |                                               | 58                                            | 4#                                            |
| 2010                                                | 2010                                          |                                               | 416                                           | 21                                            |
| 2015                                                | 2015                                          |                                               | 532                                           | 36                                            |
| 2020                                                | 2020                                          |                                               | 1 150                                         | 53                                            |
| Anm.: Ny småort 2005, ny tätort 2010. # Som småort. |                                               |                                               |                                               |                                               |

## Samhället och kommunikationer
Orten har i form av radhus- och villabebyggelse tillkommit under början av 2000-talet. Den blev en småort 2005 och är sedan 2010 en tätort.
I Marielund finns en förskola. Närbutik finns vid Läggesta station. Bussar mot Läggesta, Mariefred och Strängnäs stannar vid Trekanten på länsväg 223. En skolbusslinje stannar även inne i Marielund. Östra Södermanlands Järnvägs smalspåriga järnväg har en station i Marielund och passagerartrafik under säsong. Under andra världskriget fanns ett interneringsläger för tre polska ubåtar i Marielund. En minnessten finns rest vid Marielunds station.